# Авитал, Мили
Мили Авитал (англ. Mili Avital, ивр. מילי אביטל‎, род. 30 марта 1972, Иерусалим, Израиль) — израильская актриса, лауреат израильского «Оскара» в 1992 году.

## Жизнь и карьера
Мили Авитал достигла известности у себя на родине в восемнадцатилетнем возрасте, когда выиграла израильский «Оскар» за роль в фильме «Через океан». После она переехала в Нью-Йорк чтобы продолжить учиться актёрскому мастерству, а в 1994 году получила главную женскую роль в научно-фантастическом кинофильме Роланда Эммериха «Звёздные врата».
Во второй половине девяностых Авитал имела заметные роли в ряде американских фильмов, среди которых были «Мертвец» с Джонни Деппом и «Поцелуй понарошку» с Дэвидом Швиммером, с которым позже у неё начался роман. На телевидении она сыграла главную роль в израильском сериале «Военнопленные», по которому позже была снята американская версия «Родина». На американском телевидении у неё были второстепенные роли в сериалах «Схватка» в 2009—2010 годах и «Парк авеню, 666» в 2012 году.